# New Brigade
New Brigade er debutalbummet af det københavnske band, Iceage. New Brigade kom to efter deres første EP, og indeholder to af sangene, i en anden udgave. New Brigade blev udgivet den 7. januar 2011.

## Spor
| 1.    | "Intro"           | 0:48 |
| 2.    | "White Rune"      | 2:41 |
| 3.    | "New Brigade"     | 2:15 |
| 4.    | "Remember"        | 2:14 |
| 5.    | "Rotting Heights" | 1:39 |
| 6.    | "Total Drench"    | 1:39 |
| 7.    | "Broken Bone"     | 2:30 |
| 8.    | "Collapse"        | 2:11 |
| 9.    | "Eyes"            | 2:03 |
| 10.   | "Count Me In"     | 1:17 |
| 11.   | "Never Return"    | 3:09 |
| 12.   | "You're Blessed"  | 1:55 |
| 24:09 |                   |      |

## Hæder
| Udgivelse            | Anerkendelse                        | Rangering | Ref.   |
| -------------------- | ----------------------------------- | --------- | ------ |
| The A.V. Club        | The Best Music of 2011              | 21        | [ 5 ]  |
| BBC Music            | Top 25 Albums of 2011               | 10        | [ 16 ] |
| DIY                  | Albums of 2011                      | 45        | [ 6 ]  |
| The Guardian         | The Best Albums of 2011             | 50        | [ 17 ] |
| The Line of Best Fit | The Best Fit Fifty: Albums of 2011  | 43        | [ 18 ] |
| New York             | The Year in Pop (Top 10 Albums)     | 6         | [ 7 ]  |
| NME                  | 50 Best Albums Of 2011              | 36        | [ 19 ] |
| Old Waver            | Top 50 Albums of 2011               | 50        | [ 20 ] |
| Pitchfork            | Top 50 Albums of 2011               | 37        | [ 21 ] |
| Pretty Much Amazing  | 40 Best Albums of 2011              | 35        | [ 22 ] |
| Spin                 | 50 Best Albums of 2011              | 23        | [ 23 ] |
| Stereogum            | Top 50 Albums of 2011               | 19        | [ 24 ] |
| Treble               | Top 50 Albums of 2011               | 26        | [ 25 ] |
| Uncut                | Top 50 Albums of 2011               | 46        | [ 26 ] |
| Uncut                | Top 50 Albums of 2011 (One Year On) | 29        | [ 26 ] |